# 不定比化合物
不定比化合物（ふていひかごうぶつ、英: Non-stoichiometric Compound）あるいは非化学量論的化合物は、化学式を単純な自然数の比率で表すことのできない化合物。すなわち定比例の法則に従わない化合物。クロード・ルイ・ベルトレーにちなみベルトライド化合物とも呼ぶ。

## 不定比化合物の例
- 酸化鉄の一種であるウスタイトは塩化ナトリウムに似た結晶構造を持った結晶であり、定比例の法則に従うならばFeOという化学式で表すことができるはずであるが、実際のウスタイトは近似的にFe0.95Oという化学式で表され、定比例の法則に従っていない。これはウスタイトが鉄の格子空孔を含んでいるためである。なお、ウスタイトにおいて鉄は2価のイオンと3価のイオンが混在することによって電気的中性を保っていると考えられている。
- ペロブスカイト構造を持つ結晶は酸素の格子空孔を含むものが多く、例えば高温超伝導材料として知られているYBa2Cu3O7-δや、誘電体として広く利用されているチタン酸バリウムも不定比化合物としての性質を示す。